# Ataliklikun Bay
Ataliklikun Bay (gesprochen: At-lik-lik-kun; in der deutschen Kolonialzeit Weberhafen genannt) ist eine Bucht an der Nordküste der Gazelle-Halbinsel der Insel Neubritannien in der Provinz East New Britain.

## Geographie
Das Gebiet der Bucht ist vulkanischen Ursprungs und die Küstenlinie ist von gehobenen Korallenkalken geprägt. Der Zugang zu der in etwa rautenförmigen Bucht wird im Norden durch die Kaps Wunataba Point (westlich) und Cape Liguan (östlich) begrenzt, die Insel Urara Island verengt die Zufahrt zusätzlich. Eine Anzahl Flüsse münden in die Bucht. Die Ufer sind bewohnt und von Plantagenwirtschaft geprägt. Die Bevölkerung spricht verschiedene Dialekte des Kuanua (auch Tolai).

## Geschichte

### Kolonialzeit
Die Bucht wurde Ende Juli 1876 von dem deutschen Entdecker Georg Christoph Levison auf einer Erkundungsfahrt, die erstmals über das Kap Luen nach Westen hinausging, entdeckt. Levinson fand im Osten der Bucht gute Bedingungen zum Ankern vor und benannte die Bucht zu Ehren seines Vorgesetzten auf Samoa, Theodor Weber, „Weberhafen“. Am Ostrand der Bucht (Kabaira Bay oder Port Weber) traf er Vorkehrungen zur Gründung einer Faktorei, die nach ihrer Errichtung als Geschäftszentrum von J.C. Godeffroy & Sohn auf der Halbinsel diente. Bis 1899 war Neubritannien Teil des Schutzgebiets der Neuguinea-Kompagnie, zwischen 1899 und 1914 entsprechend Teil der Kolonie Deutsch-Neuguinea.
Nach Angaben des United States Hydrographic Office befindet sich in der Ataliklikun Bay auch der Ort, an dem 1909 der Regierungsdampfer des Kaiserlichen Gouvernements für Deutsch-Neuguinea Seestern verloren ging. Entsprechend findet sich an der Südküste der Bucht ein als „Seestern Reef“ bezeichnetes etwa 200 Yards langes Riff, dass eventuell als Untergangsstelle infrage kommt (4° 19′ S, 151° 53′ O)

Der Weber Hafen im Deutschen Kolonialatlas (1893)

Im Ersten Weltkrieg wurde die Gegend von australischen Marineeinheiten besetzt. Nach dem Krieg wurde die deutsche Kolonie Teil des australischen Mandatsgebietes und wird seitdem als Ataliklikun Bay bezeichnet.

### Zweiter Weltkrieg
Während der Schlacht um Rabaul als Teil des Pazifikkrieges im Zweiten Weltkrieg wurde die Gegend um die Bucht am 27. Januar 1942 von japanischen Streitkräften unter Oberstleutnant Toshiharu Sakigawa erobert. Die Bucht diente anschließend als Ankerplatz für Lastkähne und kleine Schiffe.
Am 5. Dezember 1944 stürzte der amerikanische Pilot Zander mit seiner Vought F4U Corsair (No. 14417) über der Bucht ab, wurde gefangen genommen und starb im Juli 1945 in Gefangenschaft.